# Барбара Реџина Дич
Барбара Реџина Дич (Barbara Regina Dietzsch Нирнберг, 22. септембар 1706 — Нирнберг, 1. мај 1783)   била је баварска сликарка и једна од најбољих ботаничких уметница и гравера свог времена. Њено стваралаштво је било без премца по својој деликатности извођења и хиперреалистичким детаљима, тако да ... када погледамо њен рад, улазимо у свет јасних, спиралних формација и прецизног биолошког посматрања, на основу којих су формиране слике, често изузетно пролазних субјеката.
Дела Барбаре Реџине Дич данас се налазе се у многим приватним и јавним колекцијама, укључујући: National Gallery of Art,  J. Paul Getty Museum,  Fine Arts Museums of San Francisco, и Fitzwilliam Museum.

## Живот и каријера
Рођена  је у Слободном царском граду Нирнбергу  1706. године,  у уметничкој породици. Њен отац, Јован Израелски (1681–1754),   пејзажни сликар запослен у Градском суду у Нирнбергу и један од њене браће – Јохан Кристоф (1710–1769)  (који је имао сличан посао као отац)  били су и дворски сликари. Захваљујући свом оцу који је научио да слика гвашом, Барбара се врло рано специјализовала за ботаничке илустрације у акварелу и гвашу, а радила је и гравуре према сопственом цртежу. Запослена на двору у Нирнбергу, много је цртала за тамошње гравере. Њене слике су продаване по Немачкој, Енглеској и Француској.
Барбара Реџина Дич  је  била удата за Николауса Кристофера Матеаса такође  сликар, са којим је једно време  живела у Хамбургу.
При крају живота вратрила се у Нирнберг, и у њему преминула 1. мају 1783. године у 76. години живота.

## Ликовно стваралаштво
Барбара Реџина Дич и њена породица, стварала је на почетку научне револуције, пред крај ренесансног периода, када је уметничка репродукција биљака, или ботаничка уметност, постала сама по себи занимање. Наиме како је потреба за што тачнијим и обимнијим приказом флоре било од великог значаја,тако су и каталозима флоре имали све већи значај. То је било посебно важно за оне који су посматрали или сакупљали биљни свет у страним и непознатим деловима света. Тако су цртежи биљака свих сорти почели  да заузимају важно место у стваралаштву уметника реалиста који су се трудили да их приближе верној репродукцији природе, и тако постану што бољи уметници.  Ботаника је  била и важан аспект  медицинске обуке све до каснијег деветнаестог века, а лекари тог времена, као и сви биолози, првенствено су се бавили описом и класификацијом лековитог биља. Штавише, како је медицина представљала спој многих области, није било необично да лекар буде мецена уметности, посебно када је  ова уметности служиле да се унапреди уважавање природне историје и научних сазнања. Стварајућу у таквом окружењу Барбара Реџина Дич је као и сва три члана њене породице упражњавала сличне теме,  које су обично представљали  на црној позадини. Сви су били компетентни да изведу детаљне и драматичне приказе уобичајеног цвећа, воћа и поврћа, али и животиња, а пре сликања многе примерке су претходно до детаља проучавали у Бамбергу и у Музеју Фицвилијам у Кембриџу.
Ботаничка уметност Барбаре Регине Дич је постала изузетан пример ове праксе, јер се у свом ликовном стваралаштву она специјализовала за сликање  животиња и биљака у техници акварел и гваш. Иако је првенствено сликала цвеће, бавила се и сликањем  птица и шкољки. Она је у тим својим делима поставила мерило за изврсност која је од тада утицала на многе ботаничке уметнике, који су опонађајући њен рад унапредили своје стваралаштво
Њени радови се обично могу идентификовати по тамној или на други начин приказаној монохроматској позадини.  Мнаоги радови су направљени у форми гравуре, од којих је већину Барбара креирала сама.
Иако се чини да њена уметност театрално представља свет природе, то она чини искључиво да би се фокусирала на лепоту и чудовате форме природне структуре и боје, без митског или религиозног симболизма. Тако су настали бројни гвашеви Барбаре Реџине Дич који су били налик на драгуље који су одражавали фасцинантан период у историји науке у 18. веку.
Њена дела која су се продавана у Немачкој, Енглеској, Холандији и Француској, данас се налазе у виду колекција сакупљених у Холандији и Енглеској, али и другим земљама

## Публикације
Од 1772. до 1775. издавач Кнор  издао је двотомну књигу Auserlesene Blumen- und Zeichenbuch für Frauen Zimmer са бакрописима према цртежима Барбаре Реџине Дич

## Галерија
- Студија чичка
- Букет (ружичасто цвеће)
- Маслачак са тигровим мољцем, лептиром, пужем и бубом
- Грана огрозда са вилиним коњицом, лептиром са наранџастим врхом и гусеницом, 1725-1783, National Gallery of Art
- Blumenstück
- Анемона и велики плави лептир (Пхенгарис арион)
- Apple Blossom
- Аранжман од туберозе, ружичастог каранфила и жутог цвета са лептир машном
- Ружичаста ружа (Роса) са смеђом бубом
- Букет анемона, лала, мака, нарциса и аурикуле са смеђим лептиром
- Orangerote Aurikel (Primula auricula) mit Stachelbeer-Harlekin und sich einspinnender Raupe
- Gesteck aus Passionsblume (Passiflora), roter Kapuzinerkresse (Tropaeplum) und Vergißmeinnicht (Myosotis), mit blauem Käfer
- Blumenkorb mit Tulpen, Levkojen, Rittersporn und anderen Blumen auf einem Tisch
- Blumengebinde mit roter Ranunkel (Ranunculus), weißer Tazette (Narcissus tazetta) und blauer Blume (?) mit Postillon